# Maurice Fournier (Rennfahrer)

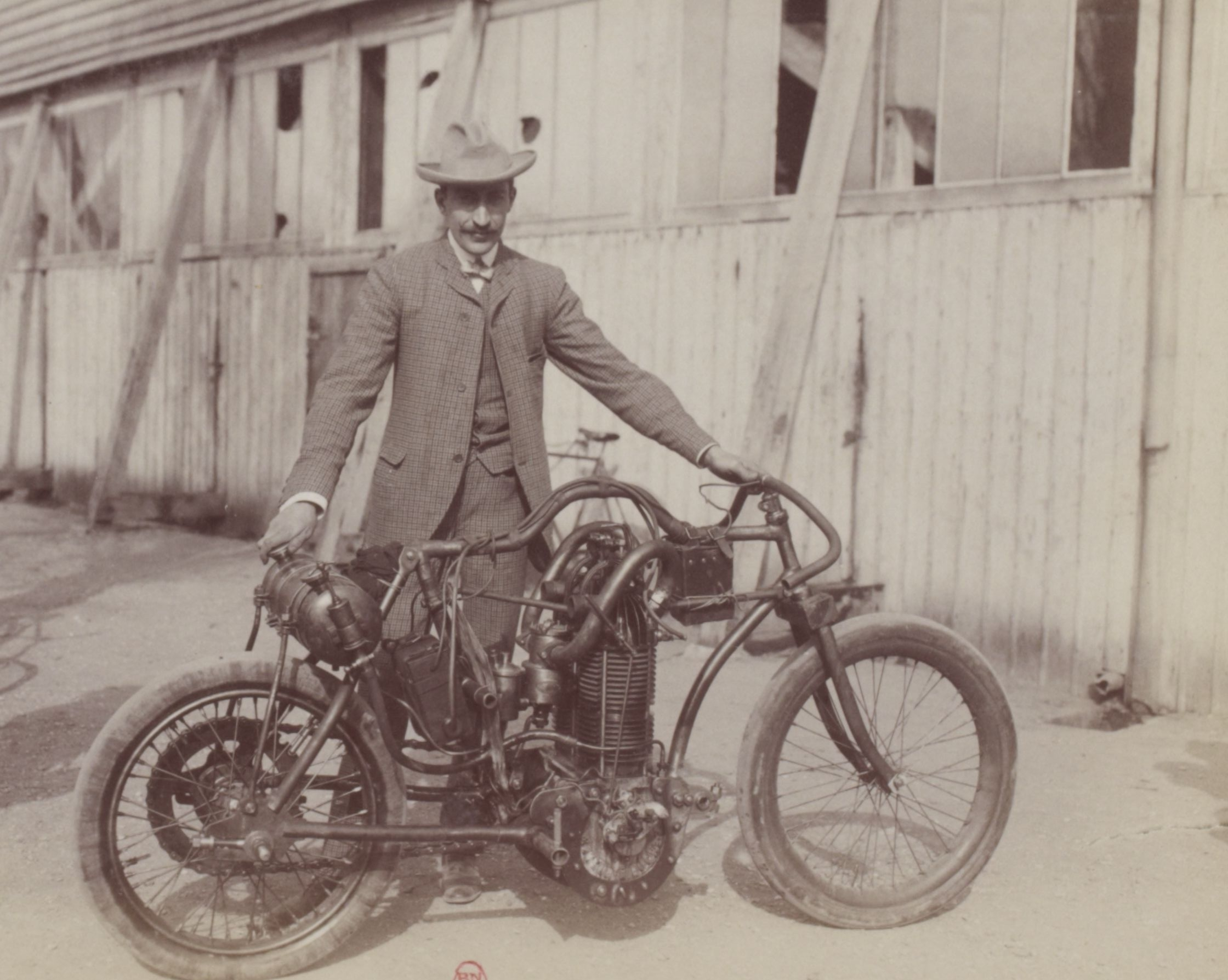
Fournier mit seiner Buchet beim 10-km-Rennen im Pariser Parc des Princes (1903)

Maurice René Alphonse Marie Fournier (* 30. Dezember 1880 in Le Mans; † 23. Juli 1911 in Ruaudin) war ein französischer Motorrad- und Automobilrennfahrer.

## Werdegang
Maurice Fournier war der jüngere Bruder des erfolgreichen Rennfahrers Henri Fournier; auch ein weiterer Bruder, Achille (* 1868), war Rennfahrer. Fournier absolvierte seine Lehre in der Werkstatt seines Vaters und begann um 1900 mit dem Motorradrennsport. Er stellte mehrere Rekorde auf und gewann am 12. September 1903 im Velodrom des Pariser Parc des Princes auf einer Clément vor Alessandro Anzani (Hurtu) und Marius Thé (Clément) den Grand Prix de la République.
Am 24. Mai 1903 nahm er auf einem Clément & Cie am Rennen Paris–Madrid teil, das eine Zäsur der Motorsportgeschichte darstellt. Nachdem bereits auf der ersten Etappe von Paris nach Bordeaux mindestens sieben Menschen zu Tode gekommen waren, wurde es vorzeitig abgebrochen. Fournier wurde als Gesamt-42. klassiert und belegte den sechsten Platz in der Voiturette-Wertung. Im Juni des Jahres wurde er auf Clément & Cie zudem Sechster der Voiturettewertung beim Circuit des Ardennes um Bastogne in Belgien. Für 1904 ist ein Start beim Circuit des Ardennes auf einem Hotchkiss HH für Fournier verzeichnet; das Ziel erreichte er hierbei nicht.
Bei der Targa Florio 1906 auf Sizilien trat Maurice Fournier ebenso wie sein Bruder Achille für Clément-Bayard an und wurde nicht klassiert, da er das Ziel außerhalb des Zeitlimits erreicht hatte. 1907 startete Fournier bei der Coppa Florio in Brescia auf einem Itala und erreichte nicht das Ziel. Teilweise wird er auch als Starter beim Kaiserpreis-Rennen 1907 im Taunus genannt, möglicherweise handelt es sich hierbei aber um eine Verwechslung mit seinem Bruder Maurice. Am 2. September 1907 gewann Fournier das Motorradrennen Grand Prix d’Epernay.
1909 trat Fournier im Juni bei der IV Coupe des Voiturettes in Boulogne-sur-Mer auf einem Werner an und schied in der Frühphase des Rennens wegen eines Reifenschadens aus. Bei der II Coupe de Normandie in Caen Ende August erreichte wer auf Werner hinter Georges Boillot (Lion-Peugeot), René Thomas (Le Gui) und Giosuè Giuppone (Lion-Peugeot) Rang vier.

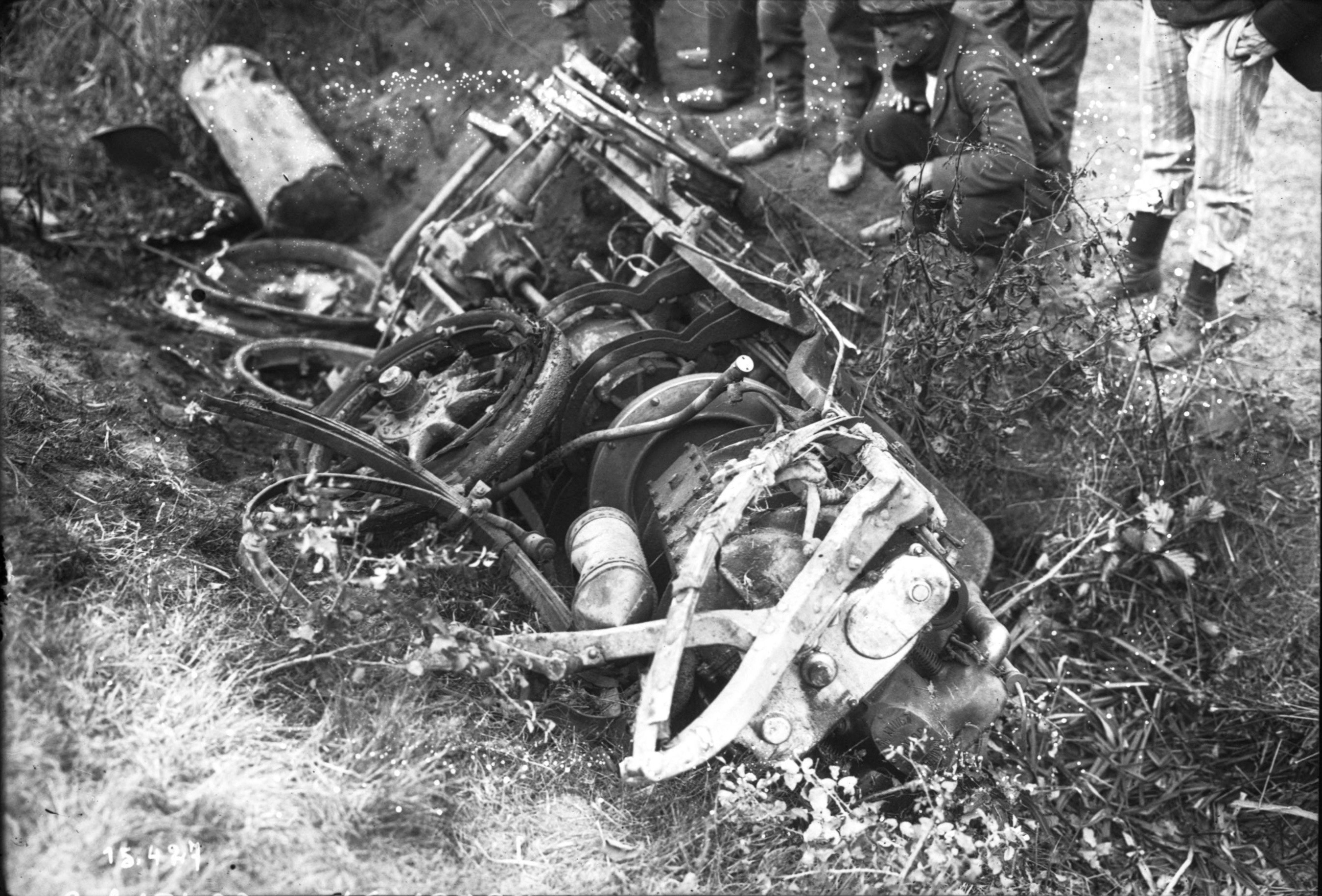
Das ausgebrannte Wrack des Unglückswagens

### Tödlicher Unfall
Beim Großen Preis von Frankreich 1911 am 23. Juli auf dem über 50 km langen Circuit de la Sarthe bei Le Mans trat Fournier auf einem mehrere Jahre alten Corre-La Licorne an. Beifahrer war sein Bekannter Georges Louvel, ein 35-jähriger Hobbyrennfahrer aus reicher Familie, der wie Fournier aus Le Mans stammte.
Der Start zum Rennen erfolgte um 7:00 Uhr morgens, wobei die Teilnehmer wie üblich in festen Zeitintervallen einzeln auf die Strecke geschickt wurden. Am Ende der ersten Runde lag Georges Deydier auf Cottin & Desgouttes vor Jacques Fauquet (Rolland-Pilain) und Fournier in Führung. In der zweiten Runde setzte sich Fournier an die Spitze. Im vierten Umlauf übernahm Arthur Duray auf Lorraine-Dietrich die Führung.
Fournier lag bis Mitte der sechsten Runde auf Rang zwei, als er um ca. 11:20 Uhr bei Pontlieue halten musste, um Kühlwasser nachzufüllen. Nachdem er das Rennen wieder aufgenommen hatte, wurde er vom Viertplatzierten Victor Hémery im Fiat eingeholt. Hémery versuchte Fournier auf der Geraden in Richtung der route d’Arnage zu überholen. Als die beiden Wagen bei ca. 100 km/h Seite an Seite die leichte Linkskurve nahe Ruaudin, etwa 5 km südlich von Le Mans nahmen, brach an Fourniers Corre-La Licorne die Vorderachse. Der Wagen überschlug sich, wodurch Fournier und Louvel herausgeschleudert wurden und auf einem Feld mit dem Namen Les Hunaudières zum Liegen kamen. Der Fahrer war auf der Stelle tot, sein Copilot erlag wenige Stunden später im Krankenhaus in Le Mans den erlittenen Kopfverletzungen.
Das Rennen wurde trotz des Unfalls nicht unterbrochen. Hémery setzte sich in der siebenten Runde in Führung und siegte zusammen mit seinem Beifahrer Antonio Fagnano nach zwölf Runden überlegen vor Ernest Friederich (Bugatti-Voiturette) und Fernand Gabriel (Rolland-Pilain).
Die Unglücksstelle wurde Jahre später Teil des Circuit de la Sarthe, auf dem seit 1923 das 24-Stunden-Rennen von Le Mans ausgetragen wird. Sie liegt nahezu exakt an der heutigen Mulsanne-Kurve am Ende der Hunaudières-Geraden.
Maurice Fournier wurde 30 Jahre alt, er hinterließ seine Frau und zwei Kinder.